# Мю Пегаса
Мю Пегаса (лат. μ Pegasi), Sadalbari /ˌsædəlˈbɛəri/ — звезда в северном созвездии Пегаса. Видимая звёздная величина объекта равна 3,5, звезда доступна для наблюдения невооружённым глазом в безлунную ночь. Измерения годичного параллакса космическим аппаратом Hipparcos дали оценку расстояния от Солнца приблизительно 106 световых лет.

## Название
μ Пегаса — обозначение Байера для звезды.
Традиционное название Sadalbari происходит от арабской фразы счастливая звезда великолепного. В 2016 году Международный астрономический союз организовал Рабочую группу по именованию звёзд (Working Group on Star Names, WGSN) с целью каталогизации и стандартизации названий звёзд. WGSN утвердила название Sadalbari для звезды 21 августа 2016 года, под таким названием она входит в список утверждённых МАС названий.
В китайской астрономии название 離宮 (Lì Gōng), означающее «Дворец отдыха», относится к астеризму, состоящему из Мю Пегаса, Лямбды Пегаса, Омикрона Пегаса, Эта Пегаса, Тау Пегаса и Ню Пегаса. Китайское название для Мю Пегаса — 離宮二 (Lì Gōng èr, «Вторая звезда дворца отдыха»).

## Свойства
Спектр звезды соответствует спектральному классу G8 III. Класс светимости 'III' означает, что звезда исчерпала запас водорода в ядре и находится на стадии звезды-гиганта. Это немного более массивная, чем Солнце, звезда, а её радиус примерно в 10 раз превосходит солнечный (Мишенина и др. (2006) указывают оценку массы в 2,7 массы Солнца). Эффективная температура внешних слоёв атмосферы составляет около 4950 K, что ниже чем у Солнца; при такой температуре звезда имеет жёлтый цвет. Содержание элементов тяжелее водорода и гелия, называемое в астрономии металличностью, примерно такое же как у Солнца.